# Орели Ружери
Орелин Ружери (енгл. Aurélien Rougerie; 26. септембар 1980) је професионални француски рагбиста који је целу каријеру провео у тиму Клермон (рагби јунион).

## Биографија
Висок 193цм и тежак 104кг, Ружери игра најчешће на позицији број 13 - други центар (енгл. Outside centre). Орелин Ружери је легенда француског клуба Клермон (рагби јунион), за који је одиграо 354 утакмица и постигао 638 поена. Са Клермоном је Ружери освојио Топ 14 и играо 2 финала купа европских шампиона у рагбију. За француску репрезентацију Орелин Ружери је дебитовао 2001. против Јужне Африке. Ружери је са "петловима" освајао Куп шест нација и играо финале светског првенства у рагбију 2011.